# Partido Socialista do Trabalho da Croácia
O Partido Socialista do Trabalho da Croácia (em croata:  Socijalistička radnička partija Hrvatske or SRP) é um partido comunista na Croácia. É frequentemente considerado um dos partidos mais autenticamente de esquerda da Croácia.

## Ideologia
Em teoria, o partido agrupa muitas ideologias de esquerda distintas.
O partido enfatiza a importância da autogestão dos trabalhadores e da democracia participativa. O Partido Socialista Trabalhista apoia os novos movimentos sociais, e representantes do partido têm dada apoio ao Zagreb Pride e a protestos sindicais.
Defender o "bom nome" dos partisans durante a II Guerra Mundial também é um dos seus assuntos principais.
O partido também considera a guerra dos anos 90 como uma guerra civil civil war e não como uma guerra patriótica, uma posição única entre os partidos políticos croatas. 
A secção juvenil do SRP  é chamada Mladi socijalisti - Jovens Socialistas.

## Publicações
O jornal oficial chama-se em croata:  Socijalizam danas (Socialismo Hoje). A organização do partido em Split publica o seu próprio jornal - em croata:  Gariful (O Cravo).

## História
O partido foi formado em 1997 por uma grupo de ativistas de esquerda reunidos à volta da revista Hrvatska ljevica (Esquerda Croata) e do seu editor Stipe Šuvar. O SRP preencheu o lugar vazio deixado na política croata depois da União Social Democrata ter perdido influência e da Ação Social-Democrata se ter deslocado para o centro.
A primeira eleição a que concorreu foram as legislativas de 2000, em que obteve  18.863 votes (0.66%).
Após as eleições, um grupo de membros da Juventude Socialista (como se chamava então a ala juvenil) saiu para fundar a Esquerda Verde da Croácia .
Em 2004 Stipe Šuvar abandonou a presidência do partido e foi substituído por Ivan Plješa.
Pouco depois, uma minoria dos membros saiu para formar o Partido Socialista da Croácia - Alternativa de Esquerda, sobretudo devido a disputas pessoais. O núcleo ativista, incluindo a ala juvenil e a equipe editorial de Hrvatska ljevica continuou no SRP.

## Ligações internacionais
O partido participou em vários Seminários Comunistas Internacionais organizados pelo Partido do Trabalho da Bélgica e participa no Encontro Internacional de Partidos Comunistas e Operários  e na Iniciativa dos Partidos Comunistas e Operários. Também contem uma facção chamada Luta Operária (Radnička borba) que é próxima da Quarta Internacional (pós-reunificação) e da Esquerda Anticapitalista Europeia.